# Толкуте, Геновайте
Геновайте Толкуте (лит. Genovaitė Tolkutė; 23 декабря 1923, Каунас — 30 января 2008, Каунас) — литовская советская театральная актриса. Заслуженная артистка Литовской ССР (1967).

## Биография
Родилась в 1923 году в Каунасе.
В 1944 году работала в Каунасском театре юного зрителя и в то же время училась пению в местной консерватории.
В 1952 году окончила в Москве актёрский факультет Государственного института театрального искусства им. Луначарского.
С 1952 и до 2003 года — почти 60 лет — актриса Каунасского драматического театра.
Играла второстепенные роли в фильмах-спектаклях и телефильмах Литовской киностудии.
В 1967 году присвоено звание Заслуженная артистка Литовской ССР.
Умерла в 2008 году в Каунасе.

## Семья
Родители — Стасис Толкуте и Мария Пушкова.
- Муж — литовский советский актёр Антанас Габренас.
  - Дочь — литовская советская актриса Эгле Габренайте, замужем за актёром Ромуальдасом Раманаускасом.
    - Внук — литовский режиссёр Рокас Раманаускас, был женат на актрисе Татьяне Лютаевой.
      - Правнук — литовский актёр Доминик Раманаускас.